# 施特索
施特索是德国梅克伦堡-前波莫瑞州的一个市镇。总面积24.40平方公里，总人口194人，其中男性101人，女性93人（2011年12月31日），人口密度8人/平方公里。